# Anvik (Alaska)
Anvik es una ciudad situada en el área censal de Yukón–Koyukuk, Alaska, Estados Unidos. Tiene una población estimada, a mediados de 2021, de 74 habitantes.
Es la sede de una tribu de nativos de Alaska perteneciente al pueblo Deg Hit'an.

## Demografía
Según el censo de 2020, en ese momento la localidad tenía una población de 70 habitantes. El 88.57% eran nativos de Alaska, el 4.29% eran blancos y el 7.14% eran de una mezcla de razas. No había hispanos o latinos viviendo en la ciudad.

## Localidades adyacentes
El siguiente diagrama muestra a las localidades más próximas a Anvik.